# Pycnoporus coccineus
Pycnoporus coccineus är en svampart som först beskrevs av Elias Fries, och fick sitt nu gällande namn av Bondartsev & Singer 1941. Pycnoporus coccineus ingår i släktet Pycnoporus och familjen Polyporaceae.   Inga underarter finns listade i Catalogue of Life.

## Källor

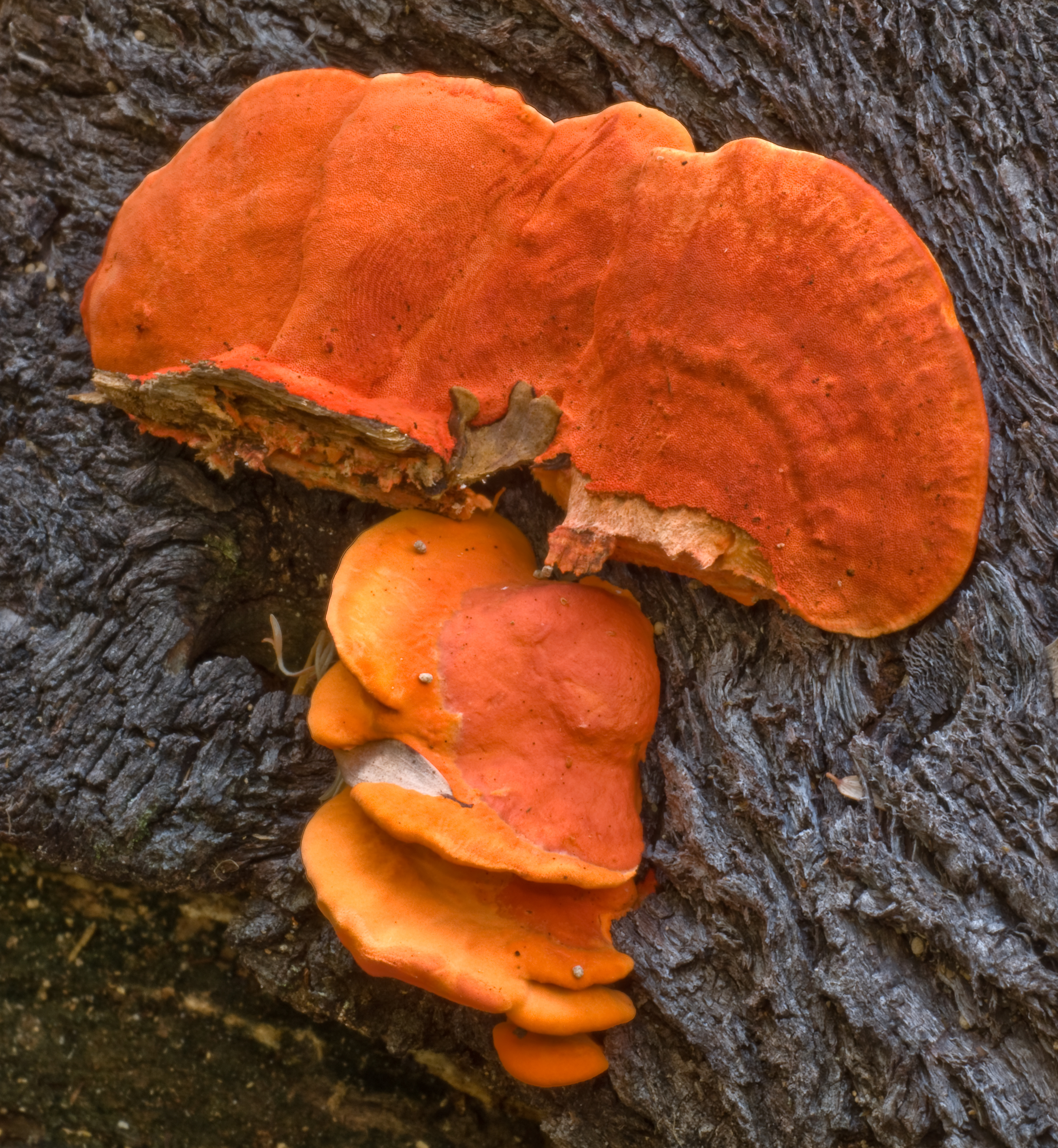
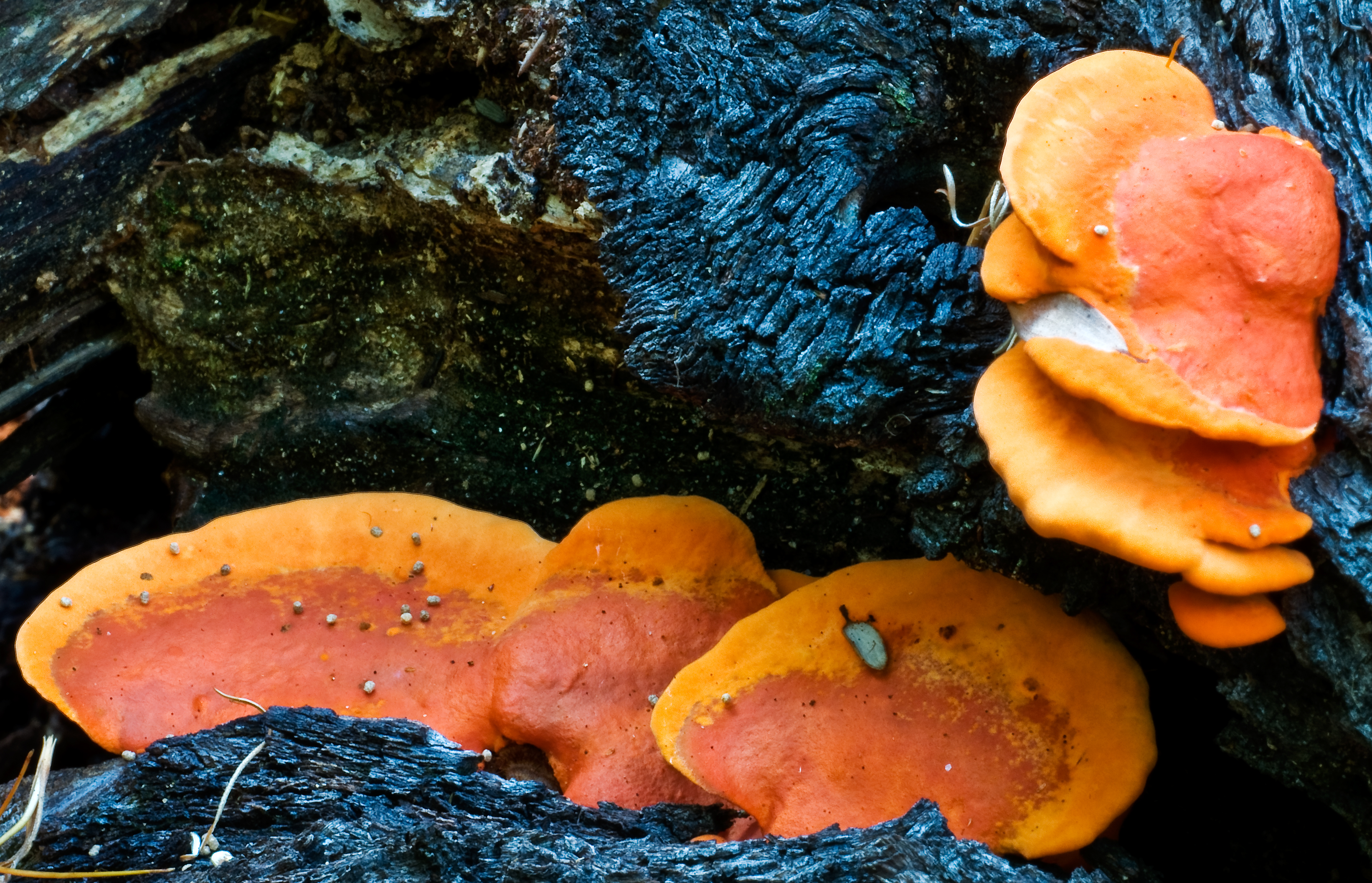
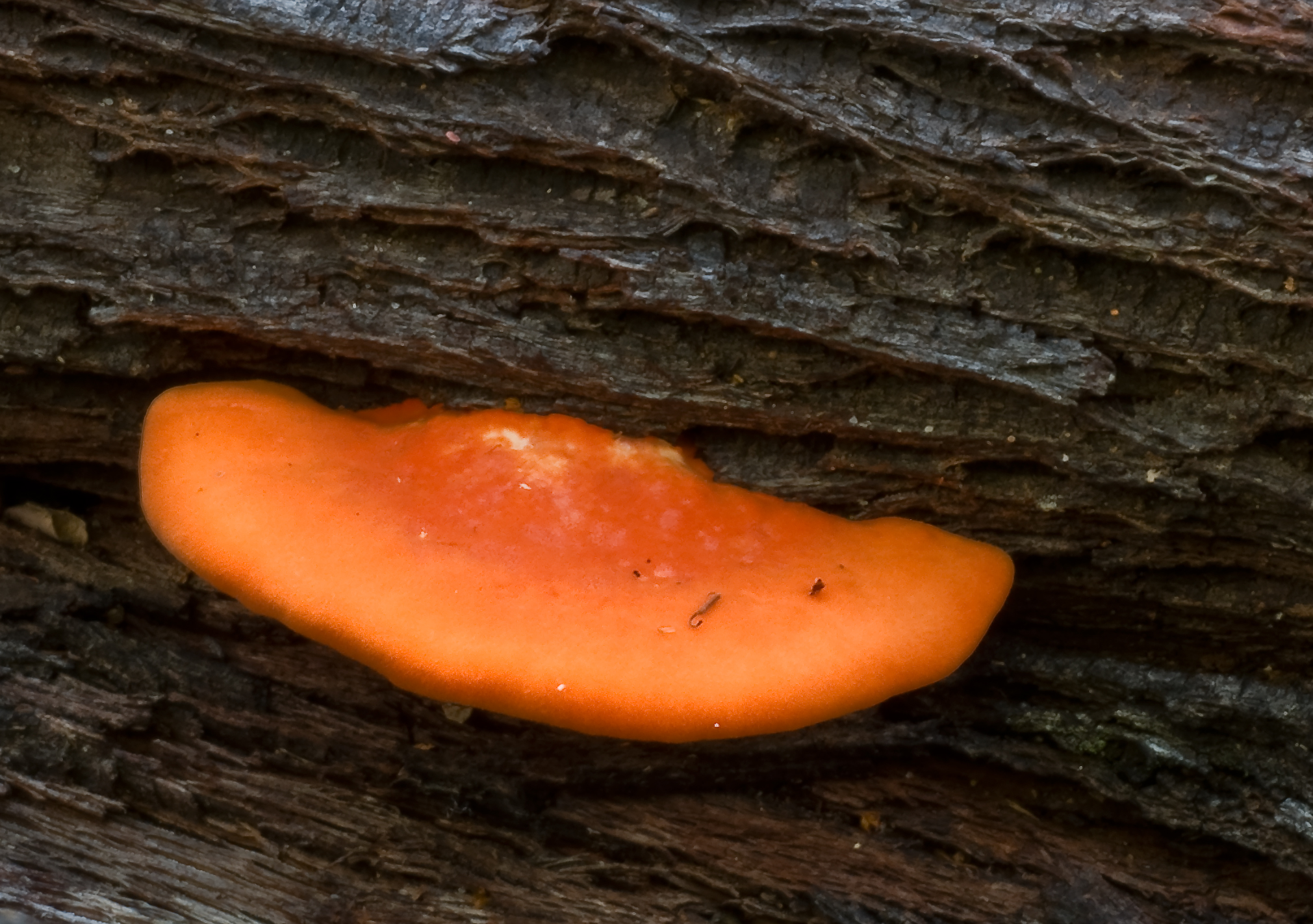
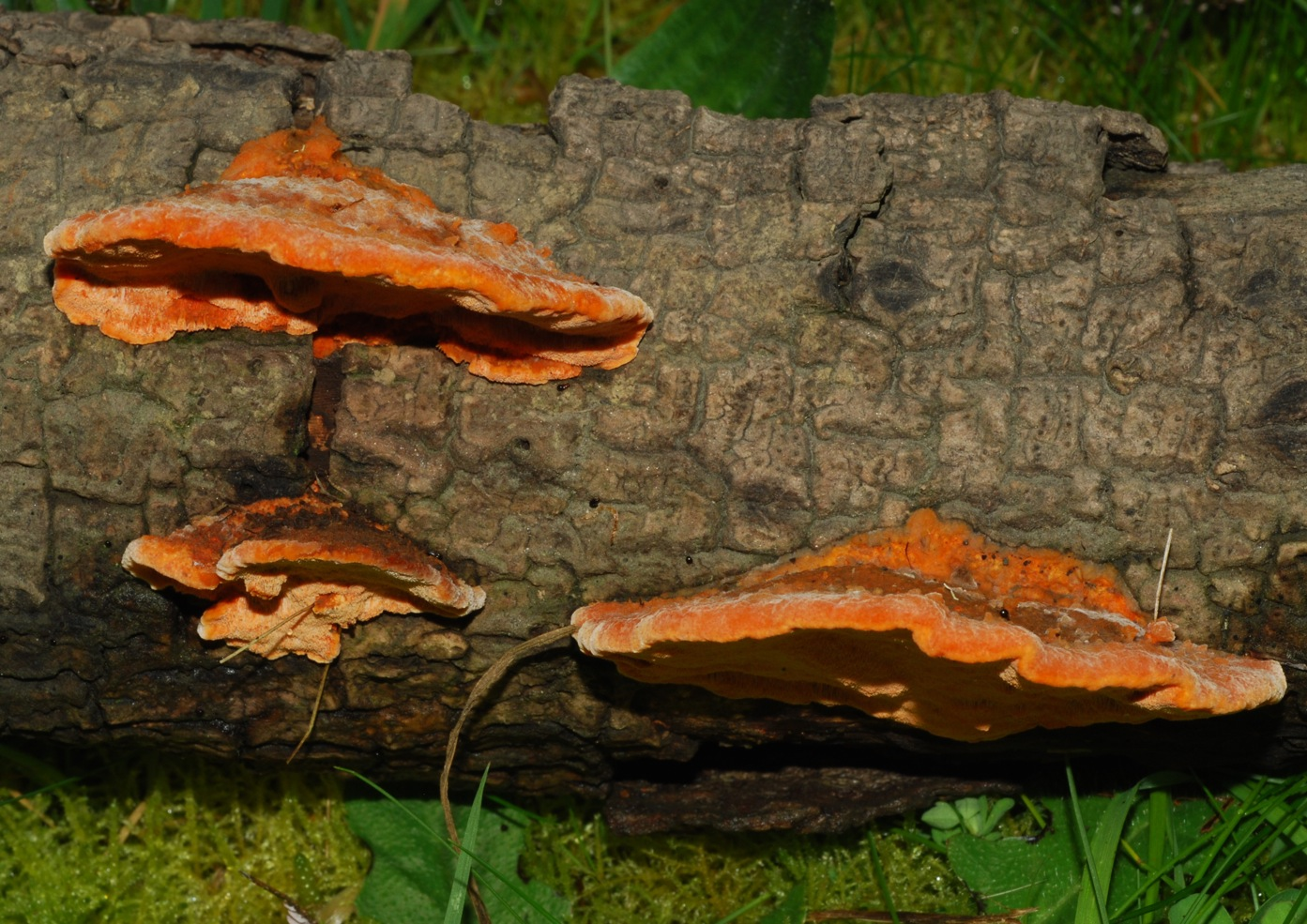
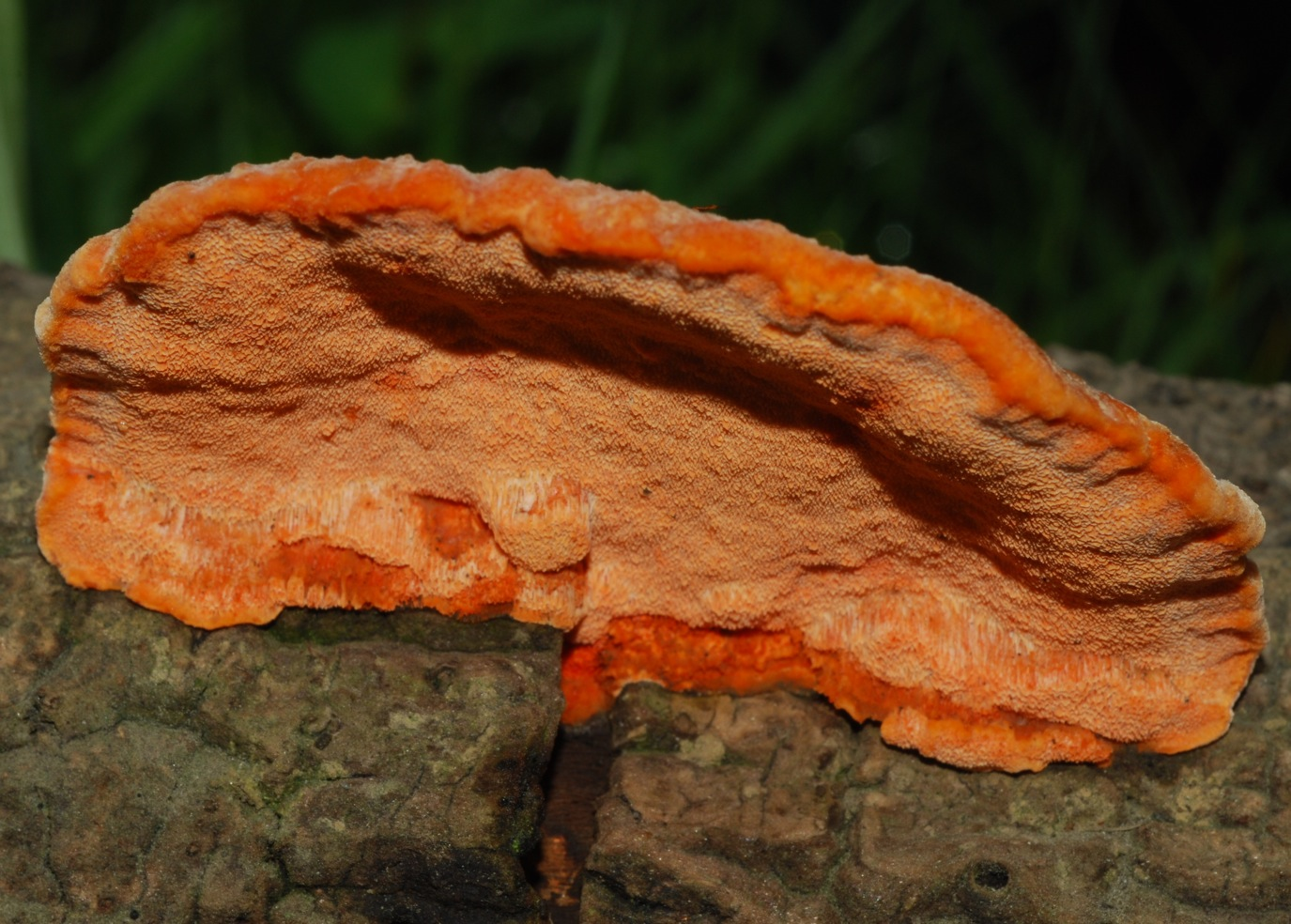